# Alfons Riedel

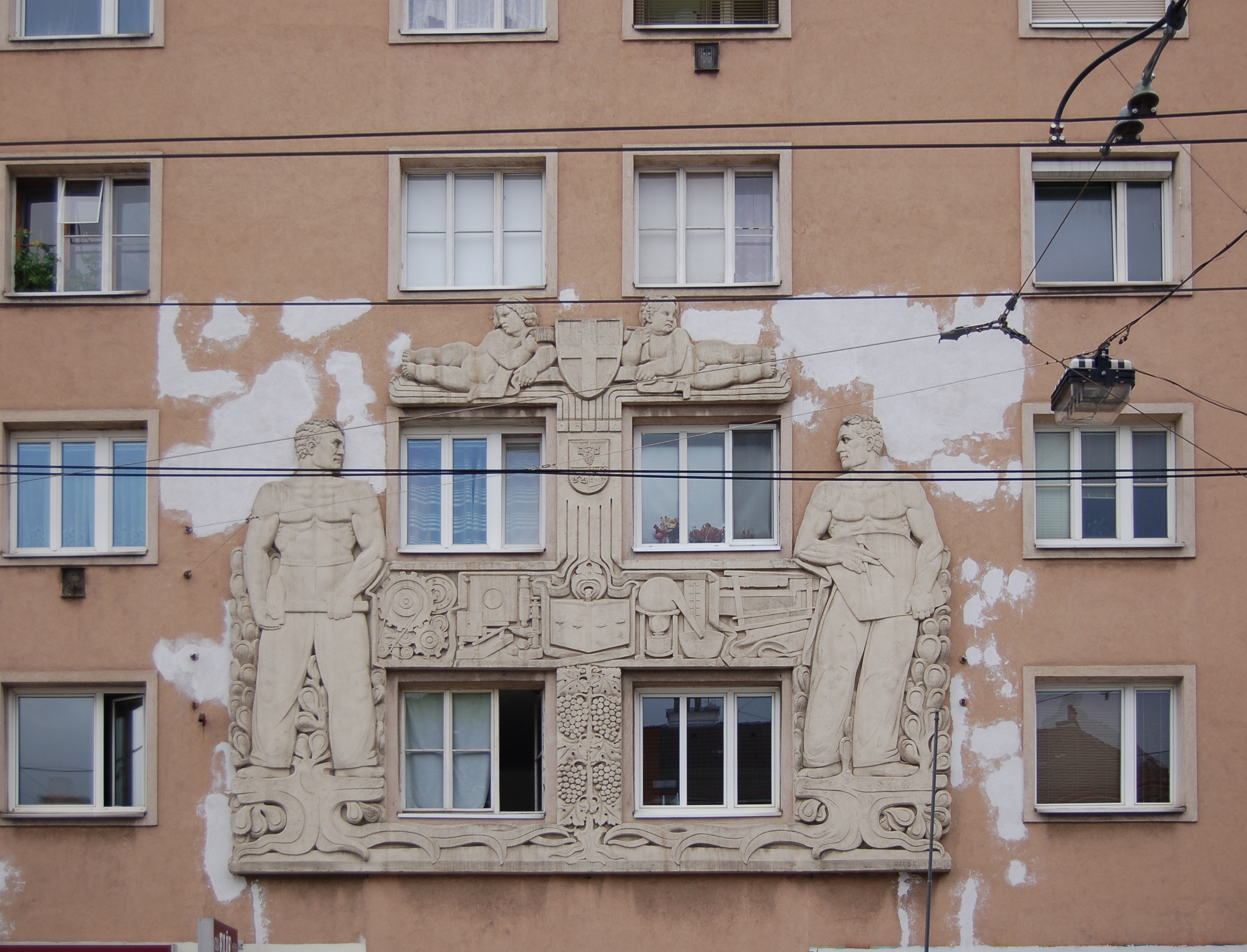
Hernalser Allegorie, 1951

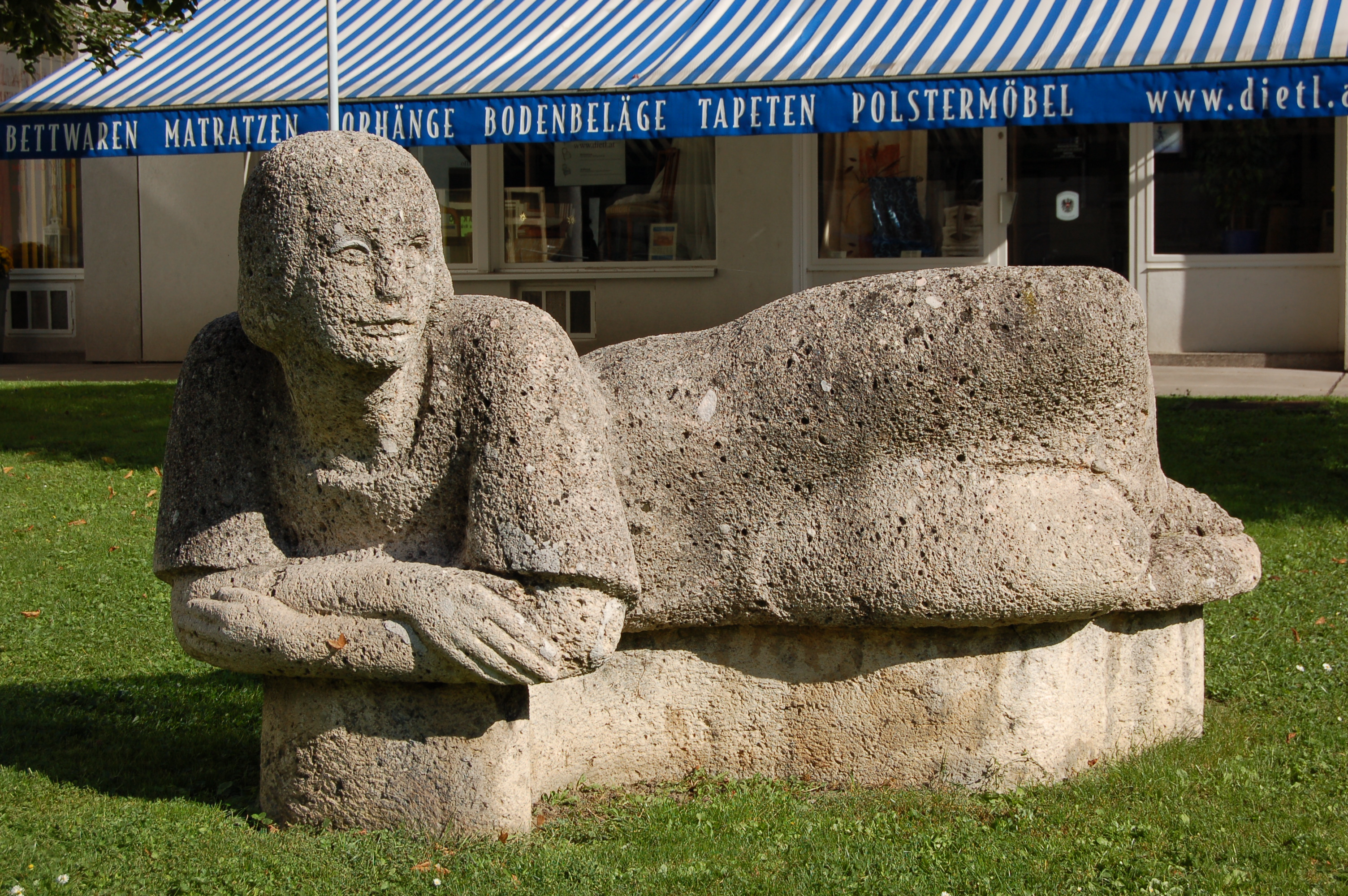
Ruhende Frau, um 1956/59

Alfons Riedel (* 31. Juli 1901 in Wien; † 1. April 1969) war ein österreichischer Bildhauer.

## Leben
Alphons Riedel wurde mit 15 Jahren Lehrling des Bildhauers Carl Philipp. Von 1918 bis 1925 studierte er an der Akademie der Bildenden Künste in Wien bei Josef Müllner.
In Lehmanns Wiener Adressbuch ist er erstmals 1926 eingetragen, mit der Adresse 13., Künstlersiedlung Gruppe V. Es handelte sich um neue Häuser am Südrand des Hietzinger Bezirksteils Speising (Riedelgasse [nicht nach Alfons Riedel benannt], Griepenkerlgasse, Rußgasse). Zwischen dieser Siedlung und dem damaligen südlichen Stadtrand Wiens lag bis 1938 nur mehr das Freigelände der Rothschildschen Nervenheilanstalt. Mehrere Jahre hindurch war Riedel dann im Adressbuch mit dieser Schreibung seines Vornamens und zusätzlich als Alfons Riedel eingetragen. 1930 lautete die Adresse Künstlersiedlung 17.
1927 war er gemeinsam mit Wilhelm Frass drei Monate in der Türkei (Ankara und Istanbul), wo dieser an einer Statue arbeitete.
Riedel wurde 1935 in das Wiener Künstlerhaus aufgenommen, 1936 erhielt er den Österreichischen Staatspreis für Bildhauerei für die Statue der Danae. Im gleichen Jahr wurde seine Statue Der Boxer bei den Olympischen Sommerspielen im Berlin der NS-Zeit gezeigt, an denen Österreich teilnahm.
1937 beteiligte er sich am ersten Wettbewerb für ein Kahlenberg-Denkmal mit dem Relief Meßopfer vor der Schlacht gegen die Türken. (Auf dem Kahlenberg wird bis heute dessen gedacht, dass das Entsatzheer, das Wien im Herbst 1683 von der zweiten Türkenbelagerung befreite, von dort Richtung Stadt gestürmt ist.)
Riedel gehörte in der Zeit des diktatorischen Ständestaats den damals illegalen Sozialdemokraten an, beantragte aber dann am 17. Dezember 1940 die Aufnahme in die NSDAP und wurde zum 1. Januar 1941 aufgenommen (Mitgliedsnummer 8.467.571).
1941 scheint Riedel in Lehmann in der Künstlersiedlung als Alphons mit der Adresse Rußweg 6 auf, zusätzlich als Alfons mit der Adresse 2., Krieau, Staatsatelier, wo seit 1936 Wilhelm Frass eines der Künstlern vom Staat zur Verfügung gestellten Ateliers nutzte. Im letzten Erscheinungsjahr von Lehmanns Adressbuch, 1942, scheint Alfons Riedel nur mehr im Staatsatelier auf.
Von 1942 bis 1945 war er an der Ostfront eingesetzt und nach Kriegsende ein halbes Jahr in sowjetischer Kriegsgefangenschaft. Ende 1945 verbürgte sich der damalige Künstlerhaus-Direktor Karl Maria May für ihn und gab eine eidesstattliche Erklärung ab, dass Riedel der NSDAP „nur aus wirtschaftlichen Gründen beigetreten“ sei. Ein Entnazifizierungsverfahren fand offenbar nicht statt. Riedel wurde auch nicht aus dem Künstlerhaus ausgeschlossen.
Nach 1945 erhielt Riedel den Preis des Unterrichtsministeriums, den Professorentitel und das Ehrenkreuz für Wissenschaft und Kunst. (Das Verleihungsdatum ist, obwohl in Wikipedia und in einer Anfragebeantwortung des Bundeskanzlers umfangreiche Listen im Web verfügbar sind, elektronisch nicht zu klären.)
Riedel arbeitete hauptsächlich im Bereich Kunst am Bau. Am 24. Oktober 1961 wurde er zum Präsidenten des Wiener Künstlerhauses gewählt (Gegenkandidat war Hermann Kosel) und übte dieses Amt bis November 1965 aus.
1969 starb Riedel. Er wurde wie sein Lehrer Carl Philipp auf dem Dornbacher Friedhof in Wien beigesetzt.

## Friedensbotschaft
Aufmerksamkeit erregte er 2012, als in der Krypta im Heldentor, einem Soldatendenkmal auf dem Wiener Heldenplatz, unter dem Denkmal des toten Soldaten eine Blechkapsel gefunden wurde. Der Bildhauer Wilhelm Frass hatte darin als Gestalter des Denkmals 1935 bei der Errichtung während des Ständestaats ein Gebet für die Einheit des deutschen Volkes unter dem Sonnenrad (eine Umschreibung für das Hakenkreuz) versteckt und sich dessen nach dem „Anschluss“ Österreichs an das „Dritte Reich“ gerühmt. Die Existenz dieser Kapsel war somit seit Jahrzehnten bekannt, nicht jedoch ihr Inhalt. Für Überraschung sorgte, dass die Kapsel nicht nur Frass' Text enthielt, weil es Riedel, damals Frass' Assistent, offenbar gelungen war, auch seine persönliche, den Frieden beschwörende Botschaft in die Kapsel zu legen, bevor diese zwischen Denkmal und Sockel verschwand. Riedel schrieb:
Als Mitarbeiter an dem toten Krieger hat mir das Erlebnis des großen Krieges als Jugendlicher im Hinterland, mit all seinem Heroismus und Schrecken, den nachhaltigsten Eindruck gemacht und hege ich in voller Erkenntnis der heroischen Größe des Kampfes der deutschen Nation um ihr Lebensrecht nur einen Wunsch, der bisher leider nur Wunsch von Generationen war und geblieben ist:
„Ich wünsche, daß künftige Generationen unseres unsterblichen Volkes nicht mehr in die Notwendigkeit versetzt werden, Denkmäler für Gefallene aus gewaltsamen Auseinandersetzungen von Nation zu Nation errichten zu müssen.“
Alfons Riedel
Bildhauer
Wien im April 1935
Die beiden Schriftstücke wurden am 9. Juli 2013 dem Wiener Heeresgeschichtlichen Museum übergeben, wo sie als Faksimile im Saal Republik und Diktatur über einer Vitrine mit einem Modell des Burgtores und jener Messinghülse, in welcher die Schreiben versteckt waren, ausgestellt sind.

## Werke (Auswahl)
- Franz-Domes-Hof (erbaut 1928–1930): Domes-Reliefporträt (Bronze, 1932)[14][1]
- Wildganshof (erbaut 1931–1933): Pflügender Bauer/Mittag (Terrakottarelief, 1939; das zugehörige Hitler-Zitat[15] wurde nach Kriegsende entfernt)
- Wildganshof: Denkmal für Anton Wildgans (Büste vor halbkreisförmiger Betonwand, enthüllt 1928, neu aufgestellt 1951)[16]
- Grünanlage beim Künstlerhaus: Danae (1935)[17]
- Statue Der Boxer (1936)[1]
- Künstlerhaus-Kino (zum Kino umgebaut 1947–1949): Mahagonimasken neben der Bühne
- Meidling (ehem. Wilhelmsdorf), Wilhelmstraße 20–24: Sandsteinrelief Kinder mit Badeschwamm, Kamm und Zahnbürste (1949/50)[18]
- Meidling (ehem. Wilhelmsdorf), Rauchgasse 15–17: Relief Wassermann von Wilhelmsdorf (1950)[18]
- Dornbacher Friedhof, Grabmal und Porträtmaske Prof. Carl Philipp (1950)[19]
- Wohnhausanlage 17., Hernalser Hauptstraße 98 (Listeneintrag): Hernalser Allegorie (1951, monumentales Wandrelief aus Betonschnitt über dem Haupteingang)
- Bildnisrelief Jodok Fink, 1952, Terrakotta, Heeresgeschichtliches Museum, Wien[20]
- Kopenhagenhof (erbaut 1956–1959): Ruhende Frau (Natursteinplastik)
- Porträtplastik von Robert Danneberg, Standort nicht bekannt